# Sidarauka (rejon mohylewski)
Sidarauka (biał. Сідараўка; ros. Сидоровка, pol. hist. Sidorówka) – wieś na Białorusi, w obwodzie mohylewskim, w rejonie mohylewskim, w sielsowiecie Padhorje.
Do 1917 położona była w Rosji, w guberni mohylewskiej. Następnie w granicach Związku Sowieckiego. Od 1991 w niepodległej Białorusi.